# Thestor rileyi
Riley's Skolly (Thestor rileyi) là một loài bướm ngày thuộc họ Bướm xanh. Nó được tìm thấy ở Nam Phi, nơi nó được tìm thấy ở West Cape, from the Helderberg và Paarl Mountain to the Kouebokkeveldberg, Piketberg và Paardeberg mountain ranges.
Sải cánh dài 24–36 mm đối với con đực và 32.5–41 mm đối với con cái. Con trưởng thành bay từ cuối tháng 11 to đầu tháng 1 nhiều nhất vào tháng 12. Có một lức một năm.
Larvae have been được tìm thấy ở nests of the Pugnacious Ant Anoplepsis custodiens, but the larval food is unknown.